# Isographie
Die Isographie bzw. Isografie (griech.) war ein von Pierre Magne  in Paris erfundenes Verfahren, alte Drucke so zu präparieren, dass sie die Druckfarbe, wenn sie mittels einer Walze auf dieselben gebracht wird, an den bedruckten Stellen annehmen, an den unbedruckten jedoch abstoßen, so dass man ihren Gegenstand dann auf den lithografischen Stein oder eine Zinkplatte überdrucken und originalgetreu vervielfältigen konnte.
Das Verfahren wurde im deutschsprachigen Raum nicht als Patent veröffentlicht, schien aber in einer Art anastatischer Druck zu bestehen.

## Beispiele
- R. Onnet: Isographie de l'Académie française. Liste alphabétique illustrée de plus de 500 fac-simili de signatures (1634–1906). Noël Charavay, Paris 1907 (1. Auflage 1843).